# Gerbaix
Gerbaix là một xã thuộc tỉnh Savoie trong vùng Rhône-Alpes ở đông nam nước Pháp. Xã này nằm ở khu vực có độ cao từ 440-858 mét trên mực nước biển.